# Exocentrus albostriatus
Exocentrus albostriatus là một loài bọ cánh cứng trong họ Cerambycidae.